# Escouloubre
Escouloubre – miejscowość i gmina we Francji, w regionie Oksytania, w departamencie Aude. Przez gminę przepływa rzeka Aude. 
Według danych na rok 1990 gminę zamieszkiwało 114 osób, a gęstość zaludnienia wynosiła 4 osoby/km² (wśród 1545 gmin Langwedocji-Roussillon Escouloubre plasuje się na 788. miejscu pod względem liczby ludności, natomiast pod względem powierzchni na miejscu 214.).

## Zabytki
Zabytki w miejscowości posiadające status Monument historique:
- kościół Invention-Saint-Étienne (Église de l'Invention-Saint-Étienne)